# 行政行為
行政行為（ぎょうせいこうい）とは、日本の行政法学で用いられる概念であり、行政の活動のうち、行政目的を実現するために法律によって認められた権能に基づいて、一方的に国民の権利義務その他の法律的地位を具体的に決定する行為をさす。行政庁の処分（行政事件訴訟法3条2項）とほぼ同義で用いられる処分の中核をなす。
私人に対して行政作用として法律行為をなす機関を行政庁という。行政庁の例としては各省庁の大臣・長官、地方公共団体の首長、各種の行政委員会などがある。

## 定義
行政行為の定義は様々だが、上記のような「官庁が一方的に国民の具体的な権利義務を決定する」という要素を含む。講学上の行政行為を行政処分という場合もあるが、通例「処分」とは行政事件訴訟法などの制定法で用いられる概念である。しかし両者は重なることもある。
最高裁判所は「行政庁の処分」（行政事件訴訟特例法1条〈現在の行政事件訴訟法3条2項〉）を、「行政庁の処分とは行政庁の法令に基づく行為のすべてを意味するものではなく、公権力の主体たる国または公共団体が行う行為のうち、その行為によつて、直接国民の権利義務を形成しまたはその範囲を確定することが法律上認められているもの」と定義している（最高裁判決昭和39年10月29日民集18巻8号1809頁）。

### 行政行為でないもの
前述のように行政行為は「官庁が一方的に国民の具体的な権利義務を決定する」必要がある。
「一方的」とは行政庁が国民との合意なしに法的に拘束することを意味する。そのため、行政契約は行政行為ではない。
行政行為は「具体的」に決定する必要がある。そのため、行政立法（政令・省令・規則・条例など）は、具体的場合に直接国民の権利義務を変動させるものではないので、原則的に行政行為ではない。
そして、特定人の「権利義務」に法的効果を及ぼさない行為も行政行為ではない。例えば、行政計画や諮問機関の答申などのなかには国民の権利義務に変動をもたらさないものもあり、それらは行政行為ではない。行政指導も国民への任意的協力要請であるため、原則的に行政行為ではない。

## 意義
行政行為には、公定力・不可争力・自力執行力といった効力が実体的に備わると説かれてきた。しかし、現在の日本では、これらの効力は、行政事件訴訟法や個々の授権法規（行政行為をする権限を行政機関に与える法令）が定められた帰結として導かれるにすぎないするのが通説である。

## 種類

### 伝統的な分類法

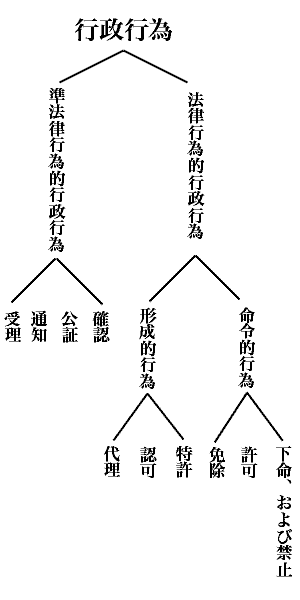
伝統的通説による行政行為の分類

田中二郎は、民法の法律行為と準法律行為の区別に倣い、意思表示を要素とする法律行為的行政行為と意思表示以外の精神作用の発現を要素とする準法律行為的行政行為とに行政行為を大別しており、これが系統的・伝統的分類となっている。この論においては、法律行為的行政行為には裁量権があるのに対し、準法律行為的行政行為は法律の定めに基づいて法的な効果が発生することから裁量の余地がないものとされた。
- 法律行為的行政行為
  - 命令的行為（人の自然の自由の制限またはその制限の解除を目的とする[1]）
    - 下命(及び禁止）・許可・免除

  - 形成的行為（人が自然には有しない権利等を付与・剥奪する[1]）
    - 特許[注釈 2]・認可・代理
- 準法律行為的行政行為
  - 確認・公証・通知・受理

ただし、実際にはこの分類では適切に説明できない行政行為も存在しており、特に準法律行為的行政行為の設定については今日では疑問が提起されている。

### 最近の通説的な分類法
包括的な分類論としては完全に置き換わっていないものの、次の分類法が主流になりつつある。
- 命令的行為（下命・禁止）
- 形成的行為（許可・特許・認可・剥権etc.）
- 確定的行為（確認・公証・裁決etc.）

## 効力

### 公定力
行政行為の公定力とは、行政行為が違法であっても、権限ある機関（官庁または裁判所）が取り消さない限り、有効なものとして取扱われるという効力である。
日本では現行法に公定力を明示する規定はないものの、違法な行政行為の取消手続として行政不服申立・取消訴訟が救済ルールとして存在する。したがって、行政行為の違法性についてはこれらの制度以外の手段によって争うことができず、公定力はその制度の反映にすぎないとされている。

#### 機能
紛争処理の単純化機能
行政行為に関する争いについて、原因行為の前後の実体法上の権利義務に引きなおして請求するのでなく、単純に行政行為の違法性を主張し取消しを求めればよく、紛争処理が単純化できる。
紛争解決の合理性担保機能
取消訴訟において行政主体を当事者とすることで訴訟資料が豊富になり、審理の充実を図ることができる。
他の制度の効果との結合機能
取消訴訟に出訴期間制限や不服申立前置などの別の効果を結合させることができる。

### 自力執行力
自力執行力（執行力）とは、行政行為の相手方がその行政行為によって課された義務を任意に履行しないときに、官庁が行政行為を司法的執行をへずに義務履行を強制的に実現できる（行政上の強制執行）効力である。

### 不可争力
不可争力は、一定の期間（出訴期間）を徒過すると行政行為の効力を私人が裁判によって争えなくなる効力をさす。
私人の側からは行政行為の効力を争えなくなったというだけであって、行政庁などが職権によって取消すことは依然として可能である。
出訴期間
処分があったことを知った日から6ヵ月。処分があった日から1年。

### 不可変更力
不可変更力とは、行政上の不服申立てに対する決定・紛争を裁断する行政行為（裁決など）について職権取消しが制限される効力である。明文の規定はない学説・判例上の効力である。法律上の争訟を裁判することを本質とする裁決（行政行為）は他の一般的な行政行為とは異なり裁決をした行政庁自ら取り消すことはできないと判示した最高裁判決がある。

## 瑕疵ある行政行為
「瑕疵#行政行為の瑕疵」も参照。
行政行為は、合法で公益に適合していなければならない。しかし、中には実体的・手続的に法律・公益に反する欠陥を抱えた行政行為もある。この欠陥のことを瑕疵といい、そうした行政行為のことを瑕疵ある行政行為という。
瑕疵ある行政行為は取消しの対象となるが、瑕疵の種類によってその方法が限定される。

### 種類
瑕疵ある行政行為には、その程度に応じて、違法な行政行為と不当な行政行為がある。
違法な行政行為
取り消し得べき行政行為
行政行為を行うには法律の規定が必要であるが（法律による行政の原理）、この規定に違反した場合（行政法規違反）だけでなく一般法原則に違反した場合も含まれる。
無効な行政行為
「重大かつ明白な違法性」がある行政行為。
不当な行政行為
法律に違反してはいないが、公益に反する判断をしてしまった行政行為。
法律には違反していないため、司法審査によって取消されることはない。このため、不当な行政行為の効力が否定される場合は、行政庁自らが職権で取り消す場合、及び、行政不服審判法等の不服申立てによる場合に限られる。

#### 裁量行為の瑕疵
裁量の逸脱や濫用があるかどうかは、その行政行為がそれを根拠づける規定の目的にしたがって行われたかなどにより判断される。また、不合理な別異取扱いを禁じる平等原則や、手段を目的に照らし必要最小限のものにすることなどを内容とする比例原則といった一般的な法原則も考慮される。

#### 実体法上の瑕疵と手続法上の瑕疵
ある実体法上瑕疵のない行政行為について、手続法上の瑕疵がある場合、取り消す意味があるか否かという問題がある。かつての判例においては、取り消して再度の手続きを行なっても、元と結果の変わらない処分となると見込まれる場合には取り消さない傾向があった。しかしながら、行政手続法制定後は、同法違反としての独自の違法事由を認める見解が有力だろう。

### 動態
瑕疵の治癒
当初瑕疵があった行政行為でものちに瑕疵が追完された場合、有効な行政行為として扱うこと。

違法行為の転換
瑕疵ある行政行為を別の行政行為としてみれば瑕疵がない場合、これを後者の行政行為とみなして有効なものとして扱うこと。
例えばAという行政行為がなされたが、これは法律の要件を満たしていないなどの欠陥があるため瑕疵ある行政行為であったとする。これは本来ならば取消の対象である。しかしこの行政行為Aを、それとは別の行政行為であるBとして見ると、瑕疵のない適法な行政行為であったという場合には有効な行政行為Bが行われたとして扱うのである。

#### 違法性の承継
複数の行政行為が行われ、先行する行政行為が後行する行政行為の前提となっている事がある。このような構造になっている場面で、先行行為に瑕疵があった場合、先行行為の瑕疵が後行行為の瑕疵の有無に効果を与えることがある。
ただし、先行行為の瑕疵の程度が「取消しうべき瑕疵」に留まる場合、瑕疵が存在していたとしても、公定力により、先行行為は取り消されない限り有効なものとして扱われる。そして先行行為の出訴期間が過ぎれば、先行行為の効力には不可争力が発生する。このように先行行為が有効なものとして扱われる時に後行行為の瑕疵の有無を争う場合、先行行為の瑕疵を理由として後行行為の瑕疵を主張する、つまり、先行行為の違法性を後行行為の違法性を争う場面で主張することが問題となる。先行行為の瑕疵が「取消しうべき瑕疵」に留まる場合に発生するこの問題を一般に「違法性の承継」の問題と呼ぶ。
先行行為と後行行為が一連の手続であること、先行行為を争う手続的保障が十分に与えられていないことなどを理由として、違法性の承継を認めた判例も存在する。